# Hütter Hü 17
El Hütter Hü 17 fue un planeador utilitario de entrenamiento monoplaza austríaco, de ala alta arriostrada mediante soportes, que fue diseñado por los hermanos Ulrich y Wolfgang Hütter, en los años 30 del siglo XX.
La designación correcta del avión no está clara y varias fuentes se refieren a él como Hütter Hü 17, Hütter-17, Hütter H-17, Hutter H-17, Hütter Hü-17, Göppingen Gö 5 y Goppingen 5.

## Diseño y desarrollo
Los hermanos Hütter diseñaron el Hü 17 en Salzburgo, Austria, indicando la designación el régimen de planeo del avión. El diseño se realizó en base a planos para la construcción amateur y se completaron varios cientos. Más tarde, los hermanos se unieron a la compañía Schempp-Hirth, que construyó alrededor de cinco aviones bajo la designación Göppingen Gö 5.
Este avión es de construcción en madera, usando un ala de tubos en D con un único soporte y recubrimiento de tela de aviación encerada. El ala empleaba un perfil Göppingen 535 en la raíz y el NACA M-6 en las puntas alares. El fuselaje estaba recubierto de contrachapado.

## Historia operacional
El 30 de junio de 1942, un Gö 5 fue requisado para ser usado por las Fuerzas Aéreas del Ejército de los Estados Unidos (USAAF) en el entrenamiento de pilotos, siendo designado TG-24 (matrícula militar 42-57185). Había sido comprado en Alemania en 1937 por Richard Dupont, aunque en ese momento pertenecía a George W. Law y llevaba la matrícula civil NC1305.
En los años 80, todavía estaba volando una serie de aviones en Australia, Alemania Occidental, Reino Unido y Estados Unidos.
En julio de 2011, un ejemplar estaba registrado en la Administración Federal de Aviación estadounidense en la categoría Experimental-Exhibición, habiendo sido construido en 1990.

## Variantes

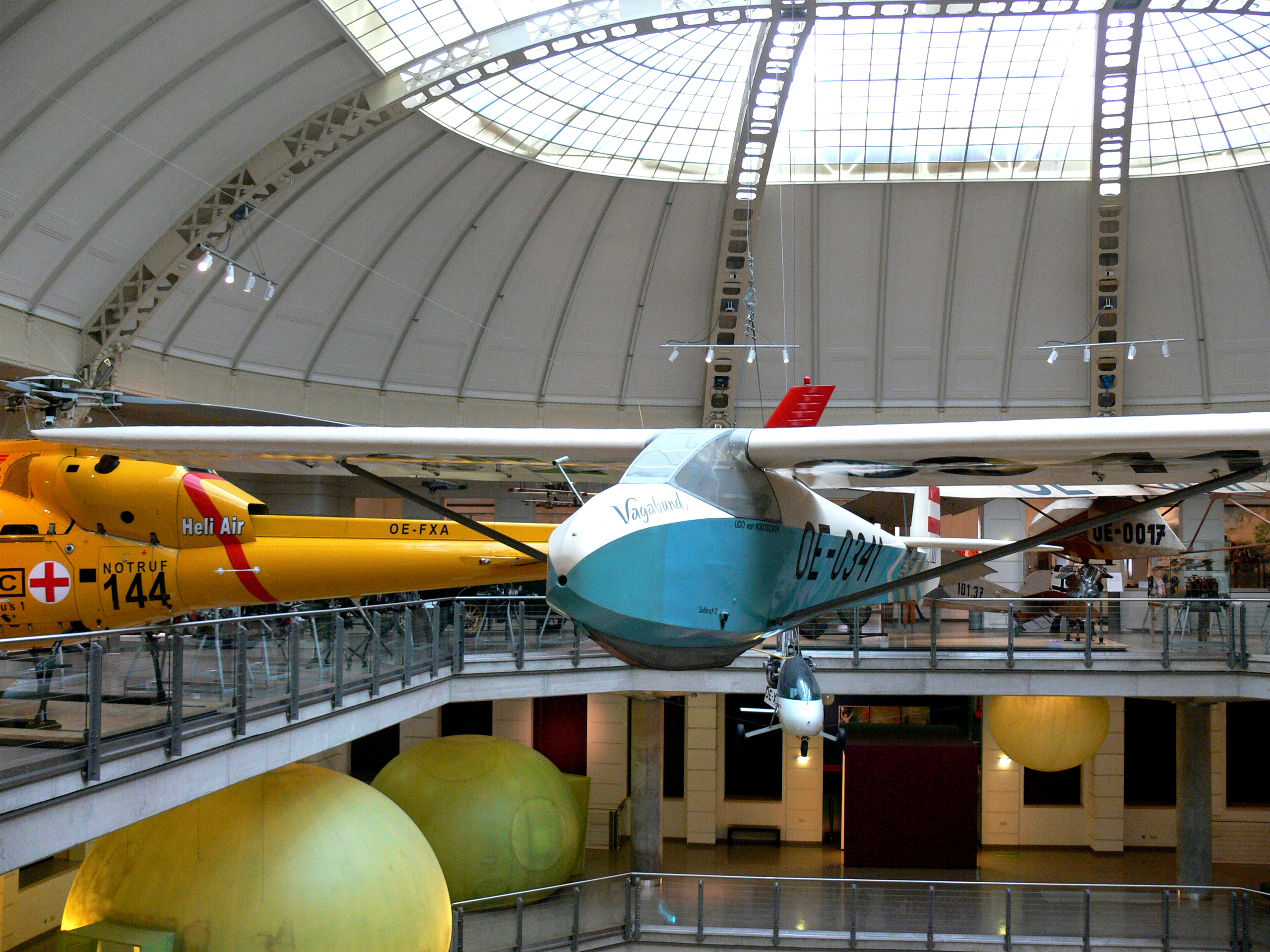
Hü 17B en el Museo Técnico de Viena.

Hü 17
Modelo inicial con una envergadura alar de 9,7 m.
Hü 17B
Modelo mejorado, introducido después de la Segunda Guerra Mundial con envergadura aumentada y mayores pesos en vacío y cargado.
Göppingen Gö 5
Modelo construido por Schempp-Hirth.
TG-24
Designación de las USAAF dada a un Gö 5 requisado (matrícula militar 42-57185).
CAT 20
Versión construida en Italia bajo licencia, 1938. Más de 20 producidos.

## Operadores
Estados Unidos
- Fuerzas Aéreas del Ejército de los Estados Unidos

## Aviones en exhibición
- Museo Nacional del Vuelo sin Motor.[3]
- Museo Técnico de Viena.

## Especificaciones (Hü 17b)
Referencia datos: Sailplane Directory and Soaring The World's Sailplanes:Die Segelflugzeuge der Welt:Les Planeurs du Monde

### Características generales
- Tripulación: Uno (piloto)
- Longitud: 5,2 m (17 ft)
- Envergadura: 10 m (32,7 ft)
- Superficie alar: 9,5 m² (101,9 ft²)
- Perfil alar: Göttingen 535 (raíz), NACA M-6 (punta alar)
- Peso vacío: 110 kg (242,4 lb)
- Peso cargado: 210 kg (462,8 lb)
- Régimen de descenso: 0,98 m/s (192 pies/min) a 61 km/h
- Alargamiento: 10,5:1
- Máx. índice de planeo: 17:1 a 64 km/h
- Vel. de lanzamiento con cabestrante: 80 km/h

### Rendimiento
- Velocidad nunca excedida (Vne): 160 km/h (99 MPH; 86 kt)
- Velocidad máxima operativa (Vno): 100 km/h (62 MPH; 54 kt) (remolcado)
- Carga alar: 22,2 kg/m² (4,5 lb/ft²)

## Aeronaves relacionadas

### Aeronaves similares
- Schweizer SGU 1-7

### Secuencias de designación
- Secuencia Hü _ (interna de Hütter): Hü 17 - Hü 28 - Hü 136 - Hü 211
- Secuencia Gö _ (interna de Göppingen): Gö 1 - Gö 3 - Gö 4 - Gö 5 - Gö 9 - SHK →
- Secuencia TG-_ (Planeadores de Entrenamiento del USAAC/USAAF (1941-48)): ← TG-21 - TG-22 - TG-23 - TG-24 - TG-25 - TG-26 - TG-27 →